# 16398 Hummel
16398 Hummel este un asteroid din centura principală de asteroizi.

## Descriere
16398 Hummel este un asteroid din centura principală de asteroizi. A fost descoperit pe 24 septembrie 1982 la Tautenburg de Freimut Börngen. El prezintă o orbită caracterizată de o semiaxă mare de 2,33 ua, o excentricitate de 0,25 și o înclinație de 3,5° în raport cu ecliptica.